# Boncourt (Eure)
Pour les articles homonymes, voir Boncourt.
Boncourt est une commune française située dans le département de l'Eure en région Normandie.

## Géographie

### Localisation
Boncourt est une commune de l'Eure située à vol d'oiseau à 6 km à l'ouest de Pacy-sur-Eure, 33 km au nord de Dreux et 11 km à l'est d'Évreux.
Elle se trouve dans l'aire d'attraction de Paris, la zone d'emploi d'Évreux et le bassin de vie de Pacy-sur-Eure

### Communes limitrophes
Les communes limitrophes sont  Caillouet-Orgeville, Cierrey, Hardencourt-Cocherel, Miserey et Vaux-sur-Eure.
|         | Hardencourt-Cocherel | Vaux-sur-Eure       |
| Miserey | Boncourt             | Caillouet-Orgeville |
|         | Cierrey              |                     |

### Géologie et relief
La superficie de la commune est de 4,15 km2 ; son altitude varie de 65  à   132 mètres.

### Hydrographie
La commune est située dans le bassin Seine-Normandie. Elle n'est drainée par aucun cours d'eau,.

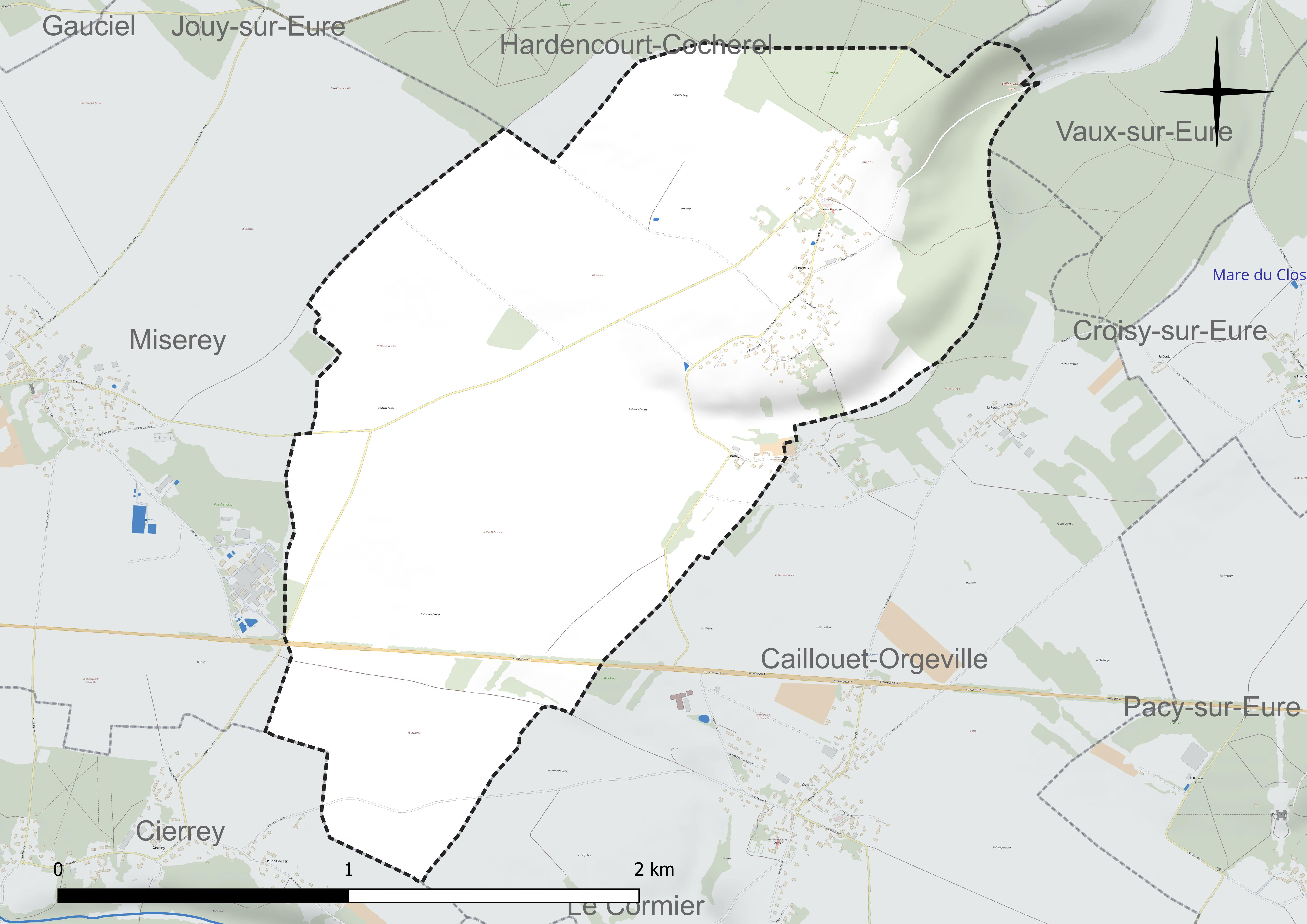
Réseau hydrographique de Boncourt.

### Climat
Pour des articles plus généraux, voir Climat de la Normandie et Climat de l'Eure.
En 2010, le climat de la commune est de type climat océanique dégradé des plaines du Centre et du Nord, selon une étude du CNRS s'appuyant sur une série de données couvrant la période 1971-2000. En 2020, Météo-France publie une typologie des climats de la France métropolitaine dans laquelle la commune est exposée à un climat océanique et est dans la région climatique Sud-ouest du bassin Parisien, caractérisée par une faible pluviométrie, notamment au printemps (120 à 150 mm) et un hiver froid (3,5 °C). Parallèlement le GIEC normand, un groupe régional d’experts sur le climat, différencie quant à lui, dans une étude de 2020, trois grands types de climats pour la région Normandie, nuancés à une échelle plus fine par les facteurs géographiques locaux. La commune est, selon ce zonage, exposée à un « climat des plateaux abrités », correspondant aux plaines agricoles de l’Eure, avec une pluviométrie beaucoup plus faible que dans la plaine de Caen en raison du double effet d’abri provoqué par les collines du Bocage normand et par celles qui s’étendent sur un axe du Pays d'Auge au Perche.
Pour la période 1971-2000, la température annuelle moyenne est de 10,8 °C, avec  une amplitude thermique annuelle de 14,7 °C. Le cumul annuel moyen de précipitations est de 653 mm, avec 11,2 jours de précipitations en janvier et 7,8 jours en juillet. Pour la période 1991-2020, la température moyenne annuelle observée sur la station météorologique la plus proche, située sur la commune de Huest à 7 km à vol d'oiseau, est de 11,2 °C et le cumul annuel moyen de précipitations est de 600,6 mm,. Pour l'avenir, les paramètres climatiques de la commune estimés pour 2050 selon différents scénarios d’émission de gaz à effet de serre sont consultables sur un site dédié publié par Météo-France en novembre 2022.

## Urbanisme

### Typologie
Au 1er janvier 2024, Boncourt est catégorisée commune rurale à habitat dispersé, selon la nouvelle grille communale de densité à 7 niveaux définie par l'Insee en 2022.
Elle est située hors unité urbaine. Par ailleurs la commune fait partie de l'aire d'attraction de Paris, dont elle est une commune de la couronne,.

### Occupation des sols

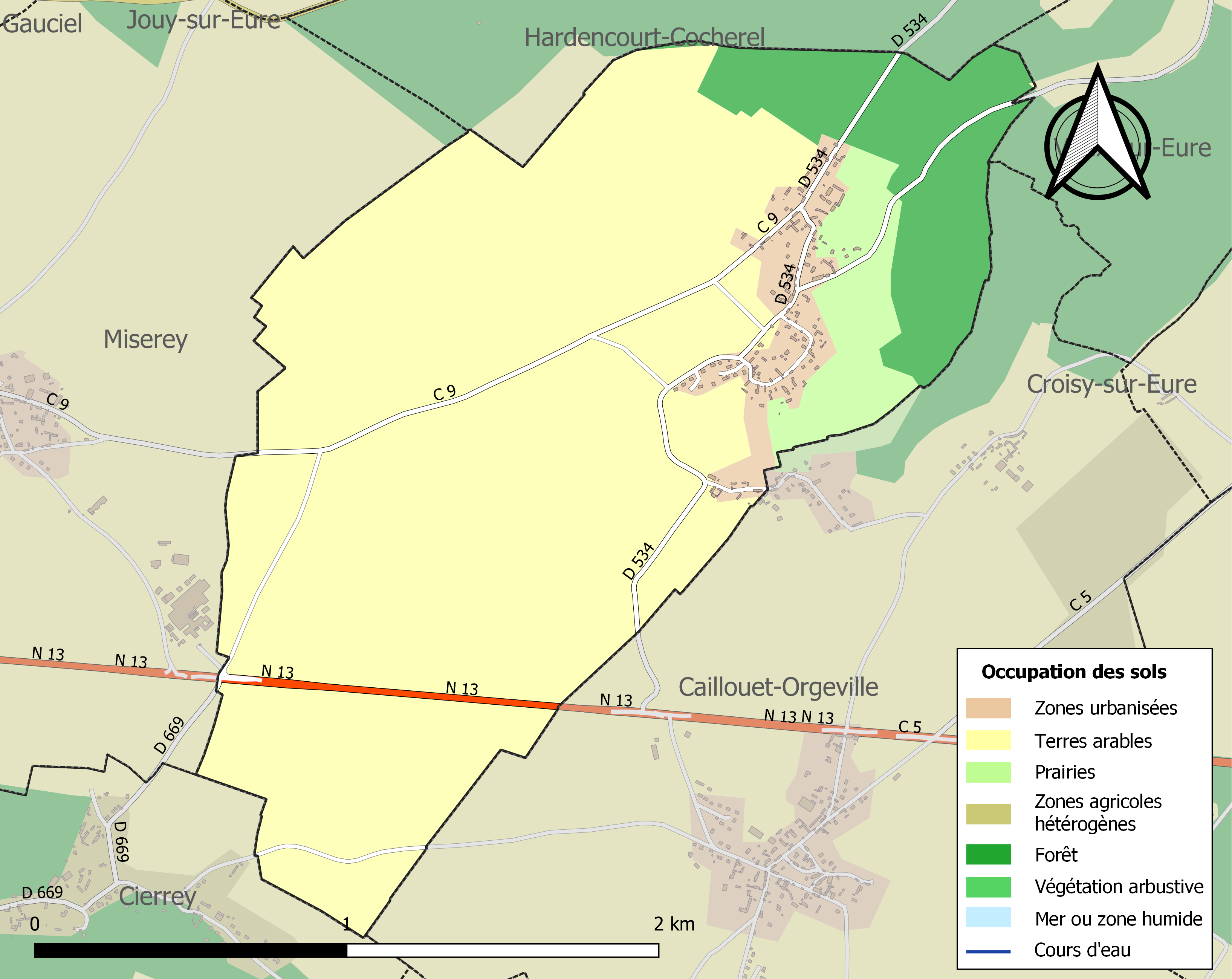
Carte des infrastructures et de l'occupation des sols de la commune en 2018 (CLC).

L'occupation des sols de la commune, telle qu'elle ressort de la base de données européenne d’occupation biophysique des sols Corine Land Cover (CLC), est marquée par l'importance des territoires agricoles (82,8 % en 2018), une proportion identique à celle de 1990 (82,8 %). La répartition détaillée en 2018 est la suivante : 
terres arables (77,2 %), forêts (12,2 %), prairies (5,6 %), zones urbanisées (5,1 %). L'évolution de l’occupation des sols de la commune et de ses infrastructures peut être observée sur les différentes représentations cartographiques du territoire : la carte de Cassini (XVIIIe siècle), la carte d'état-major (1820-1866) et les cartes ou photos aériennes de l'IGN pour la période actuelle (1950 à aujourd'hui).

### Habitat et logement
En 2020, le nombre total de logements dans la commune était de 86, alors qu'il était de 79 en 2015 et de 76 en 2010.
Parmi ces logements, 84,9 % étaient des résidences principales, 10,4 % des résidences secondaires et 4,6 % des logements vacants. Ces logements étaient pour 98,9 % d'entre eux des maisons individuelles et pour 0 % des appartements.
Le tableau ci-dessous présente la typologie des logements à Boncourt en 2020 en comparaison avec celle de l'Eure et de la France entière. Une caractéristique marquante du parc de logements est ainsi une proportion de résidences secondaires et logements occasionnels (10,4 %) supérieure à celle du département (6,2 %) et à celle de la France entière (9,7 %).
| Typologie                                               | Boncourt | Eure | France entière |
| ------------------------------------------------------- | -------- | ---- | -------------- |
| Résidences principales (en %)                           | 84,9     | 85,5 | 82,1           |
| Résidences secondaires et logements occasionnels (en %) | 10,4     | 6,2  | 9,7            |
| Logements vacants (en %)                                | 4,6      | 8,2  | 8,2            |

## Toponymie
Le nom de la localité est attesté sous la forme Botonis curtis en 1066 (cartulaire de Saint-Père de Chartres, charte de Philippe Ier), Booncort et Boncurt vers 1153 (bulle d’Eugène III), puis Booncourt en 1153, Boencort en 1210 (charte de Robert des Vaux).

## Politique et administration

### Rattachements administratifs et électoraux

#### Rattachements administratifs
La commune se trouve dans l'arrondissement d'Évreux du département de l'Eure.
Elle faisait partie depuis 1793 du canton de Pacy-sur-Eure. Dans le cadre du redécoupage cantonal de 2014 en France, cette circonscription administrative territoriale a disparu, et le canton n'est plus qu'une circonscription électorale.

#### Rattachements électoraux
Pour les élections départementales, la commune fait partie depuis 2014 du canton d'Évreux-3.
Pour l'élection des députés, elle fait partie de la première circonscription de l'Eure.

### Intercommunalité
Boncourt  était membre  depuis 2003 de la communauté d'agglomération Grand Évreux Agglomération, un établissement public de coopération intercommunale (EPCI) à fiscalité propre créé fin 1999 et auquel la commune avait transféré un certain nombre de ses compétences, dans les conditions déterminées par le code général des collectivités territoriales.
Dans le cadre des dispositions de la loi portant nouvelle organisation territoriale de la République du 7 août 2015, qui prévoit que les établissements publics de coopération intercommunale (EPCI) à fiscalité propre doivent avoir un minimum de 15 000 habitants, cette intercommunalité a fusionné avec sa voisine pour former, le 1er janvier 2017, la communauté d'agglomération  Évreux Portes de Normandie, dont est désormais membre la commune.

### Liste des maires
| Période                                  | Période                        | Identité       | Étiquette | Qualité |
| ---------------------------------------- | ------------------------------ | -------------- | --------- | --- |
| Les données manquantes sont à compléter. |                                |                |           | |
|                                          |                                |                |           | |
| mars 2001                                | 2008                           | Patrick Allain |           | |
| mars 2008                                | 2023                           | Rémi Priez     | SE        | Cadre Vice-président de Grand Évreux Agglomération (2014-2016) Vice-président d'Évreux Portes de Normandie (2017 → 2022) Démissionnaire |
| avril 2023                               | En cours (au 30 novembre 2023) | Valérie Morvan |           | Profession intermédiaire de la santé et du travail social                                                                               |

## Population et société

### Démographie
L'évolution du nombre d'habitants est connue à travers les recensements de la population effectués dans la commune depuis 1793. Pour les communes de moins de 10 000 habitants, une enquête de recensement portant sur toute la population est réalisée tous les cinq ans, les populations de référence des années intermédiaires étant quant à elles estimées par interpolation ou extrapolation. Pour la commune, le premier recensement exhaustif entrant dans le cadre du nouveau dispositif a été réalisé en 2008.

En 2022, la commune comptait 186 habitants, en évolution de −1,06 % par rapport à 2016 (Eure : −0,25 %, France hors Mayotte : +2,11 %).
| 1793 | 1800 | 1806 | 1821 | 1831 | 1836 | 1841 | 1846 | 1851 |
| ---- | ---- | ---- | ---- | ---- | ---- | ---- | ---- | ---- |
| 155  | 135  | 164  | 138  | 156  | 161  | 188  | 174  | 169  |

| 1856 | 1861 | 1866 | 1872 | 1876 | 1881 | 1886 | 1891 | 1896 |
| ---- | ---- | ---- | ---- | ---- | ---- | ---- | ---- | ---- |
| 154  | 138  | 137  | 143  | 142  | 126  | 130  | 113  | 100  |

| 1901 | 1906 | 1911 | 1921 | 1926 | 1931 | 1936 | 1946 | 1954 |
| ---- | ---- | ---- | ---- | ---- | ---- | ---- | ---- | ---- |
| 98   | 95   | 103  | 77   | 94   | 84   | 98   | 87   | 83   |

| 1962 | 1968 | 1975 | 1982 | 1990 | 1999 | 2006 | 2008 | 2013 |
| ---- | ---- | ---- | ---- | ---- | ---- | ---- | ---- | ---- |
| 63   | 68   | 61   | 92   | 122  | 124  | 162  | 171  | 179  |

| 2018 | 2022 | - | - | - | - | - | - | - |
| ---- | ---- | - | - | - | - | - | - | - |
| 185  | 186  | - | - | - | - | - | - | - |

## Culture locale et patrimoine

### Lieux et monuments
- Église Saint-Jean-Baptiste dite aussi Sainte-Croix, des IXe et XIe siècles[22].
- Tumulus gaulois[22].
- Le circuit des villages en fleurs[22].

## Pour approfondir